# Associazione Calcio Vigevano 1940-1941
Questa pagina raccoglie i dati riguardanti l'Associazione Calcio Vigevano nelle competizioni ufficiali della stagione 1940-1941.

## Rosa
| N. |                   | Ruolo | Calciatore        |
| -- | ----------------- | ----- | ----------------- |
|    | Italia (bandiera) | C     | Piero Antona      |
|    | Italia (bandiera) | A     | B. Bensio         |
|    | Italia (bandiera) | P     | Pacifico Bertani  |
|    | Italia (bandiera) | A     | Rinaldo Caldi     |
|    | Italia (bandiera) | D     | Arnaldo Calzolari |
|    | Italia (bandiera) | P     | S. Cantoni        |
|    | Italia (bandiera) | D     | Arnaldo Calzolari |
|    | Italia (bandiera) | C     | Lino Cason        |
|    | Italia (bandiera) | C     | Mario Cavigliani  |
|    | Italia (bandiera) | D     | Arturo Ceffa      |
|    | Italia (bandiera) | C     | Carlo De Marchi   |
|    | Italia (bandiera) | A     | F. Fava           |
|    | Italia (bandiera) | D     | Luigi Ferrari     |
|    | Italia (bandiera) | C     | Giuseppe Giarda   |
|    | Italia (bandiera) | P     | Gino Gori         |
|    | Italia (bandiera) | D     | Noemo Grugnetti   |

| N. |                   | Ruolo | Calciatore        |
| -- | ----------------- | ----- | ----------------- |
|    | Italia (bandiera) | D     | Raffaele Guaita   |
|    | Italia (bandiera) | A     | Alessandro Maggi  |
|    | Italia (bandiera) | A     | Emilio Manazza    |
|    | Italia (bandiera) | A     | Piero Mariani     |
|    | Italia (bandiera) | A     | Luigi Mascherpa   |
|    | Italia (bandiera) | A     | Romeo Melato      |
|    | Italia (bandiera) | A     | Giuseppe Natale   |
|    | Italia (bandiera) | A     | Guglielmo Negrini |
|    | Italia (bandiera) | A     | Bruno Porcelli    |
|    | Italia (bandiera) | A     | Piero Ricci       |
|    | Italia (bandiera) | D     | Giovanni Rodolfo  |
|    | Italia (bandiera) | A     | Lorenzo Ruffini   |
|    | Italia (bandiera) | C     | Valentino Sala    |
|    | Italia (bandiera) | C     | Eschilo Serra     |
|    | Italia (bandiera) | A     | Renato Zorzolo    |